# John Mikaelsson
John Fredrik Mikaelsson (ur. 6 grudnia 1913 w Kristinehamn, zm. 16 czerwca 1987 w hrabstwie Placer w Kalifornii) – szwedzki chodziarz.
Rozpoczął karierę międzynarodową na mistrzostwach Europy w 1946 w Oslo, kiedy wygrał chód na 10 000 metrów. Powtórzył ten sukces na igrzyskach olimpijskich w 1948 w Londynie.
Na mistrzostwach Europy w 1950 w Brukseli zdobył brązowy medal na tym dystansie. Podczas igrzysk olimpijskich w 1952 w Helsinkach w eliminacjach przegrał z Brunonem Junkiem z ZSRR, który ustanowił nowy rekord olimpijski, ale w finale był nie do pokonania mimo 38 lat i odzyskał rekord olimpijski.
Mikaelsson ustanowił pomiędzy 1936 a 1945 szesnaście rekordów świata na bieżni na krótkich dystansach.